# Высунцы
Высунцы (укр. Висунці) — село в Музыковской сельской общине Херсонского района Херсонской области Украины. Основано 18 ноября 2008 года по решению Херсонской областной рады. Переписи не проводилось.
Почтовый индекс — 75023. Телефонный код — 5547.

## Местный совет
75023, Херсонская обл., Белозёрський р-н, с. Музыковка, ул. 40-летия Победы, 42